# 74A trolibusz (Budapest)
A budapesti 74A jelzésű trolibusz a Csáktornya park és a Mexikói út metróállomás között közlekedett munkanapokon, a 74-es trolibusz betétjárataként. A viszonylatot a Budapesti Közlekedési Zrt. üzemeltette a Budapesti Közlekedési Központ megrendelésére. A trolibuszokon elsőajtós felszállási rend volt érvényben.

## Története
A 74A jelzésű trolibusz 1987. november 7-én indult a Csáktornya park és a Kacsóh Pongrác út (mai Mexikói út metróállomás) között a 74-es troli kiegészítése céljából. Az M1-es metróvonal 1995-ös felújítása idején ideiglenesen szünetelt.
2013. május 1-jétől csak munkanapokon járt.
2020. április 1-jén a koronavírus-járvány miatt bevezették a szombati menetrendet, ezért a vonalon a forgalom szünetelt. Az intézkedést a zsúfoltság miatt már másnap visszavonták, így április 6-ától újra a tanszüneti menetrend van érvényben, a szünetelő járatok is újraindultak.
2025. június 21-étől 81-es viszonylatszámmal, a Mexikói út és a Sárrét park megállók között változatlan útvonalon, majd a Miskolci utca – Szugló utca – Vezér utca – Füredi utca útvonalon az Örs vezér tere metróállomásig meghosszabbítva közlekedik minden nap bővebb üzemidőben, a Csáktornya park érintése nélkül. Utolsó üzemnapján (június 20.) a BKV egy ZiU–9 típusú nosztalgiajárművel búcsúztatta a viszonylatot.

## Útvonala
| Mexikói út metróállomás felé |
| Csáktornya park vá. – Ungvár utca – Kassai tér – Nagy Lajos király útja – felüljáró – Ógyalla köz – Szőnyi út – Mexikói út – Mexikói út M vá.                |
| Csáktornya park felé |
| Mexikói út M vá. – Amerikai út – Kacsóh Pongrác út – Nagy Lajos király útja – Kassai tér – Ungvár utca – Róna park – Kacsóh Pongrác út – Csáktornya park vá. |

## Megállóhelyei
Az átszállási kapcsolatok között az azonos útvonalon közlekedő 74-es trolibusz nincsen feltüntetve.
| 0 | Csáktornya park végállomás                                       | 7 |                                                               |                                                   |
| ∫ | Róna park                                                        | 6 |                                                               |                                                   |
| 0 | Sárrét park                                                      | 5 |                                                               |                                                   |
| 2 | Pándorfalu utca (korábban Balázs utca (↓) / Rákospatak utca (↑)) | 4 | 25                                                            |                                                   |
| 3 | Nezsider park (korábban Fűrész utca)                             | 3 | 25                                                            |                                                   |
| 4 | Kassai tér                                                       | 2 | 25, 32, 32                                                    | 25, 32 82                                         |
| 5 | Szőnyi út                                                        | ∫ | 25                                                            | 25, 32                                            |
| 7 | Teleki Blanka utca                                               | ∫ | 25 Rákosrendező                                               | 25, 32 S70 , G70 , S71 , S72 , Z72 (Rákosrendező) |
| 8 | Mexikói út                                                       | ∫ | 1, 25, 32, 32                                                 | 25, 225                                           |
| 9 | Mexikói út M (korábban Mexikói út) végállomás                    | 0 | Millenniumi Földalatti Vasút 1, 25, 25, 25A, 32, 32, 55 1, 69 | 25, 32, 225 82 1, 1A, 3, 69                       |